# Edmund Weisdorff
Edmund Weisdorff (* 3. April 1852 in Saarlouis; † 7. Oktober 1921 in München) war ein deutscher Industrieller und Hüttendirektor.

## Leben
Edmund Weisdorff war nach einer kaufmännischen Ausbildung zunächst als Prokurist in der Maximilianshütte Haidhof beschäftigt. Später wurde er Leiter des Eisenwerks Kraemer in St. Ingbert, bevor er im Mai 1902 Nachfolger des plötzlich verstorbenen Joseph Ott als Generaldirektor der Burbacher Hütte und Vorstandsmitglied der ARBED GmbH (Acieries Reuniers de Burbach-Eich-Dudelange) wurde. Er genoss als Generalbevollmächtigter weitgehende Selbständigkeit.

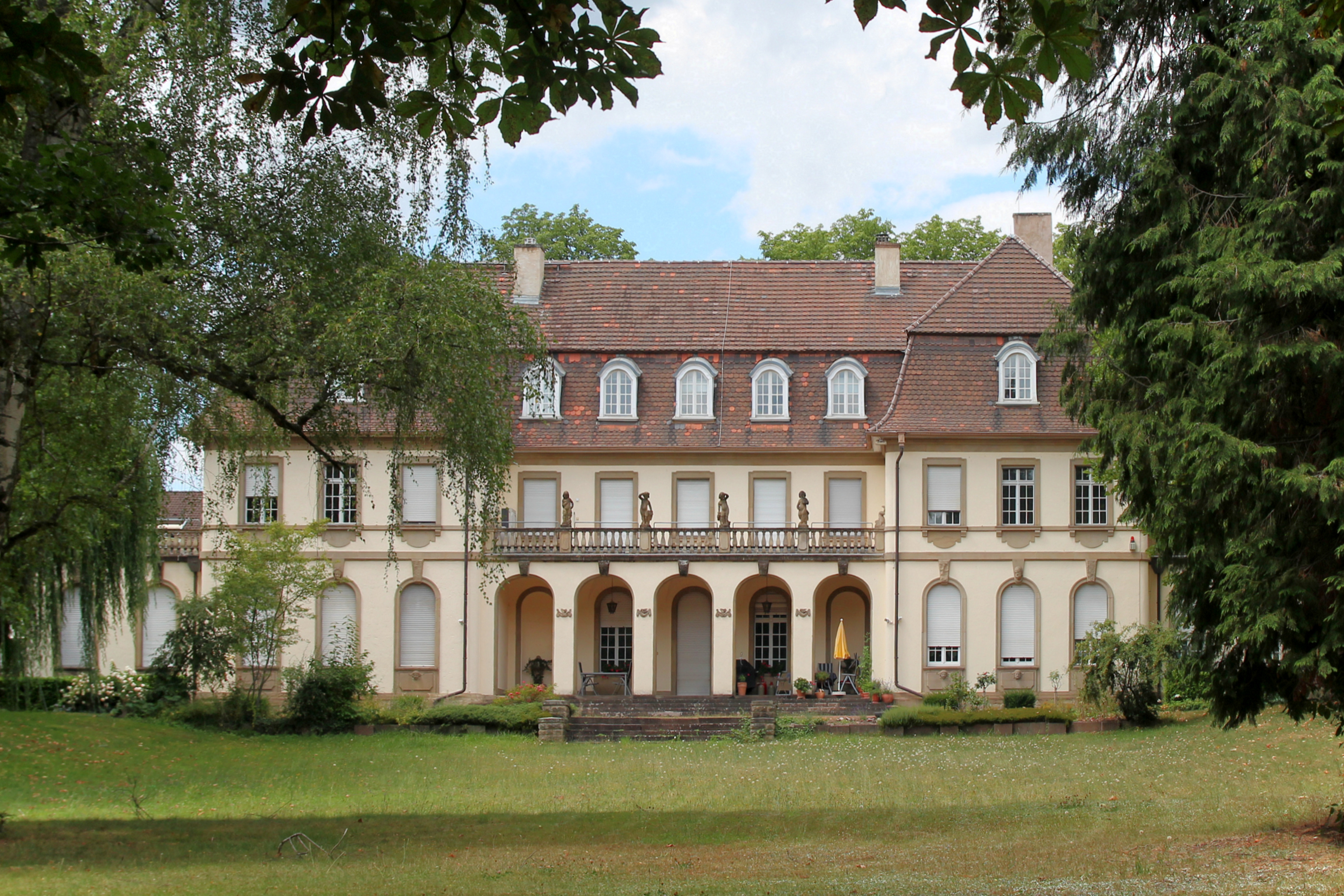
Villa Weisdorff in Burbach, 1911–1913 von Edmund Weisdorff errichtet

Im Röchlinger Eisenwerk war er ebenfalls kaufmännisches Vorstandsmitglied.

## Auszeichnungen
- Preußischer Kommerzienrat